# 天山葶苈
天山葶苈（学名：Draba melanopus）为十字花科葶苈属下的一个种。

## 扩展阅读
- 維基物種上的相關：天山葶苈